# Obwód siemirieczeński
Obwód siemirieczeński (także: siedmiorzecki, obwód Siedmiorzecza; ros. Семиреченская область) – jednostka administracyjna Imperium Rosyjskiego w rosyjskiej Azji Środkowej, utworzona ukazem Aleksandra II 11 lipca?/23 lipca 1867. Wchodził w skład generał-gubernatorstwa turkiestańskiego. Stolicą obwodu był Wiernyj. Zlikwidowany w 1918.
Graniczył od północy z obwodem semipałatyńskim, od wschodu i południa z Cesarstwem Chińskim, od zachodu z obwodem akmolińskim, syrdaryjskim i fergańskim.
Powierzchnia obwodu wynosiła w 1897 – 402 200 km² (347 910 wiorst²). Obwód w początkach XX wieku był podzielony na 6 ujezdów.

## Demografia
Ludność, według spisu powszechnego 1897 – 987 863 osób – Kazachów (80,4%), Rosjan (7,8%), Ujgurów (5,7%), Ukraińców (1,9%), Uzbeków (1,5%), Chińczyków (1,4%), Tatarów i Kałmuków.

### Ludność w okręgach według deklarowanego języka ojczystego 1897[2]
| Ujezd         | Kazachowie i Kirgizi | Rosjanie | Ujgurzy | Ukraińcy | Uzbecy | Chińczycy | Tatarzy | Kałmucy |
| ------------- | -------------------- | -------- | ------- | -------- | ------ | --------- | ------- | ------- |
| Obwód łącznie | 80,4%                | 7,8%     | 5,7%    | 1,9%     | 1,5%   | 1,4%      | …       | …       |
| Wierneński    | 67,7%                | 15,0%    | 11,5%   | …        | 2,6%   | …         | …       | …       |
| Dżarkencki    | 66,6%                | 4,6%     | 24,6%   | …        | 0,83%  | 2,1%      | …       | …       |
| Kopalski      | 92,1%                | 4,5%     | …       | 1,8%     | 0,24%  | …         | 1,2%    | …       |
| Lepsiński     | 86,3%                | 7,9%     | …       | 4,3%     | 0,14%  | …         | 1,1%    | …       |
| Piszpecki     | 85,8%                | 4,3%     | …       | 2,6%     | 2,4%   | 4,3%      | …       | …       |
| Przewalski    | 87,0%                | 6,4%     | …       | 1,2%     | 2,1%   | 1,4%      | …       | 1,1%    |

Po przejęciu władzy w Rosji przez bolszewików 30 kwietnia 1918 obwód został zlikwidowany jako samodzielna jednostka administracyjna, został włączony w skład Turkiestańskiej Autonomicznej Socjalistycznej Republiki Radzieckiej w składzie RFSRR. W 1924 terytorium obwodu zostało podzielone pomiędzy Kirgiską (Kazachską) Autonomiczną Socjalistyczną Republikę Radziecką (część północna) i Kara-Kirgiski Obwód Autonomiczny, później Kirgiską Autonomiczną Socjalistyczną Republikę Radziecką (1926–1936) (część południowa), w składzie RFSRR. Obie republiki zostały w 1936 przekształcone w republiki związkowe ZSRR: Kazachską Socjalistyczną Republikę Radziecką i Kirgiską Socjalistyczną Republikę Radziecką, od 1991 niepodległe: Kazachstan i Kirgistan.